# Bradwall
Bradwall is een civil parish in het bestuurlijke gebied Cheshire East, in het Engelse graafschap Cheshire met 182 inwoners.